# Poursay-Garnaud
Poursay-Garnaud é uma comuna francesa na região administrativa da Nova Aquitânia, no departamento de Charente-Maritime. Estende-se por uma área de 5,22 km². Em 2010 a comuna tinha 320 habitantes (densidade: 61,3 hab./km²).